# Northallerton (stacja kolejowa)
Northallerton (ang: Northallerton railway station) – stacja kolejowa w Northallerton, w hrabstwie North Yorkshire, w Anglii, w Wielkiej Brytanii. Stacja leży na East Coast Main Line 48 km na północ od Yorku. Teraz jest zarządzana przez First TransPennine Express i obsługiwany jest również przez Grand Central i East Coast.
Stacja ta jest bardzo popularna wśród miłośników kolei, ponieważ stacja znajduje się na jednym z najszybszych części East Coast Mainline, a pociągi kursują tędy z prędkością 125 mph.